# Zhongjianornis yangi
Zhongjianornis yangi (чжонгянорніс) — викопний вид птахів, що мешкав у ранній крейді (близько 120 млн років тому). Викопний зразок знайшли у пластах формації Цзюфотан в китайській провінції Ляонін.
Голотип знаходиться у колекції Інституту палеонтології хребетних і палеоантропології в Пекіні, а біноміальна назва Zhongjianornis yangi дана на честь засновника цього закладу Яна Чжунцзяня. Цей зразок занесений у каталог під номером IVPP V15900. Він складається з повного скелета, не вистачає декількох хвостових хребців. Був розміром з голуба.